# Iglesia de Todos los Santos (Vilna)
La iglesia de Todos los Santos (en lituano: Visų Šventųjų bažnyčia; en polaco: Kościół Wszystkich Świętych) es un edificio religioso católico que se localiza en Vilna, Lituania. La iglesia forma parte del centro histórico de Vilna, Patrimonio de la Humanidad por la Unesco.

## Historia
La iglesia fue construida por iniciativa del secretario real Wojciech Chludzińsk en los años 1620-1631 en las afueras de la ciudad, en la sección suroeste de la muralla defensiva de la ciudad, en la antigua puerta de Rūdininkai. Se trató del primer edificio religioso de estilo barroco en Lituania. Como muchos de los edificios de la ciudad, la iglesia sufrió daños durante la guerra ruso-polaca (1654-1667), pero no fueron graves y pronto fue restaurada.
Junto a la iglesia se construyó un gran monasterio carmelita de la antigua reglamentación, adaptando los edificios existentes. En los años 1631-32 se completó el edificio principal de dos pisos que sigue la calle; también hay varios edificios de un período posterior y una casa de noviciado de dos pisos con un pequeño patio en la muralla de la ciudad. En 1743, en el lado izquierdo de la fachada se añadió un campanario de estilo barroco tardío, que reflejaba las tradiciones de la escuela barroca de Vilna. El edificio se ha convertido en uno de los puntos de referencia del casco antiguo. Durante la renovación de la iglesia, su interior se enriqueció con altares y esculturas de estilo barroco tardío.
En los siglos XVI al XVIII, los carmelitas participaron activamente en la vida pública, celebraban fiestas religiosas y procesiones. En el siglo XVIII se erigió un campanario y se crearon las esculturas del interior, y en 1859 se enriqueció la decoración interior policromada.  En 1877, la vecina iglesia de San José el Desposado fue demolida por orden del zar, para ser sustituida por un mercado (actualmente es una plaza). En 1819 establecieron una escuela parroquial en el monasterio. En 1908, el vicario Petras Kraujalis comenzó a celebrar servicios en lituano, a lo que se opuso el clero polaco.
La iglesia se encuentra al final de una calle donde se encontraba la puerta principal del gueto judío. Durante la Segunda Guerra Mundial, había un túnel a través de las alcantarillas que conectaba la iglesia con el gueto. El sacerdote de la iglesia proporcionaba pan para llevar al gueto a través del túnel. También escondió a algunos judíos que habían salido del gueto a escondidas a través del túnel. También había lituanos cristianos que ayudaban a introducir de contrabando alimentos lituanos en el gueto.
Durante la ocupación soviética, la iglesia se cerró en 1948 y se convirtió en una tienda de comestibles. Posteriormente albergó un museo de arte popular tras la reconstrucción realizada entre 1967 y 1975 por la arquitecta Aldona Švabauskienė.
En 1991, la iglesia fue devuelta a la iglesia católica y al mismo tiempo se inició su renovación. Los servicios religiosos en la iglesia se celebran en polaco y lituano.

## Arquitectura
El campanario es alto y macizo, con elaboradas decoraciones. Tras un incendio en el siglo XVIII, fue restaurado y terminado con un techo abovedado de estilo rococó. Marcin Knackfus se encargó del proyecto para el altar de la iglesia; sobre el altar mayor se alza otro altar que recuerda a un trono real con dosel. 
Al este de la iglesia hay una plaza, en la que antaño se alzaba el convento de las Carmelitas Descalzas junto a una iglesia barroca de San José el Desposado, fundada en 1638 por el vicecanciller del Gran Ducado de Lituania, Stephen Pac. Su exterior recordaba a la iglesia de Santa Teresa de Vilna.

## Galería

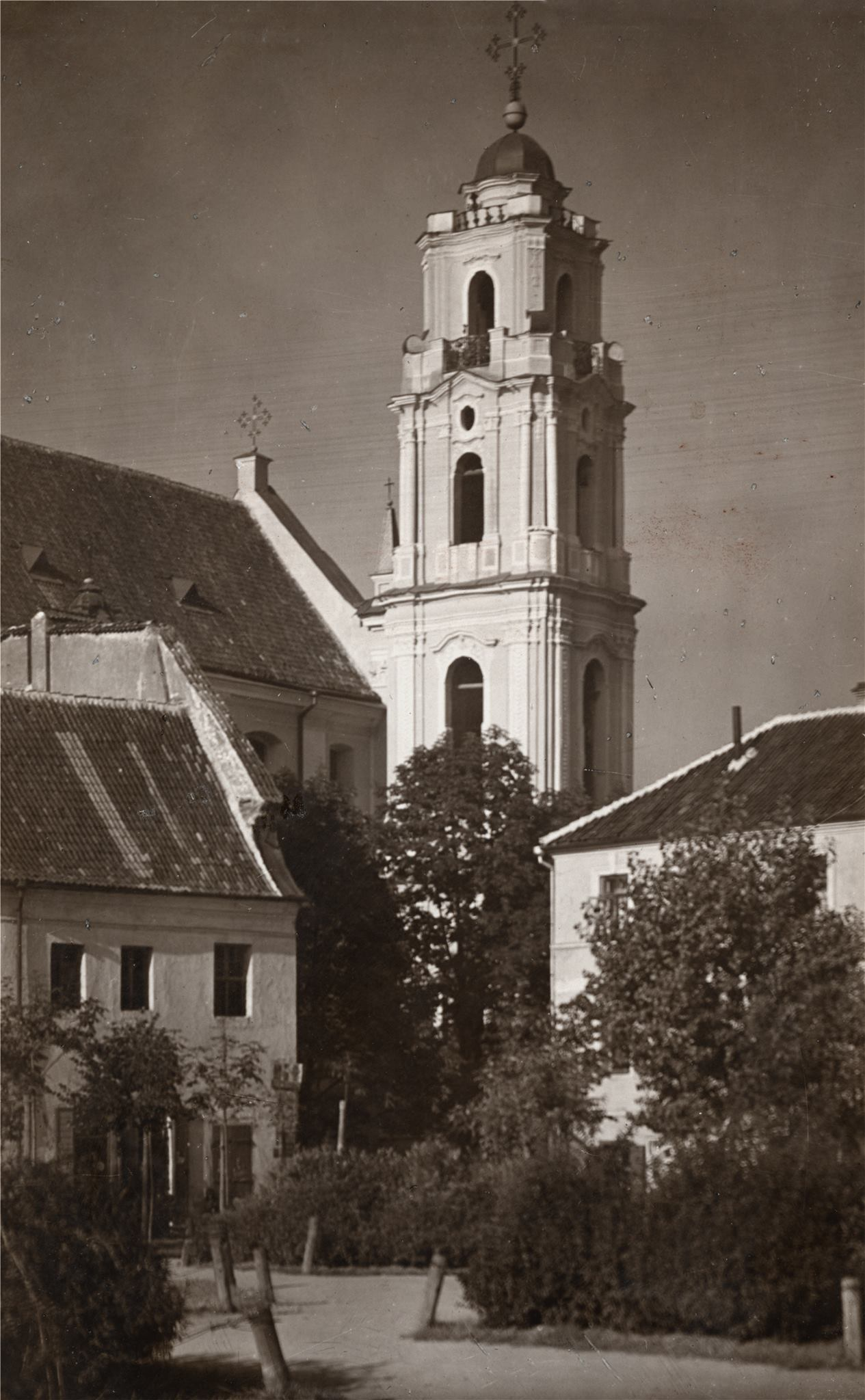
Torre de la iglesia en 1914
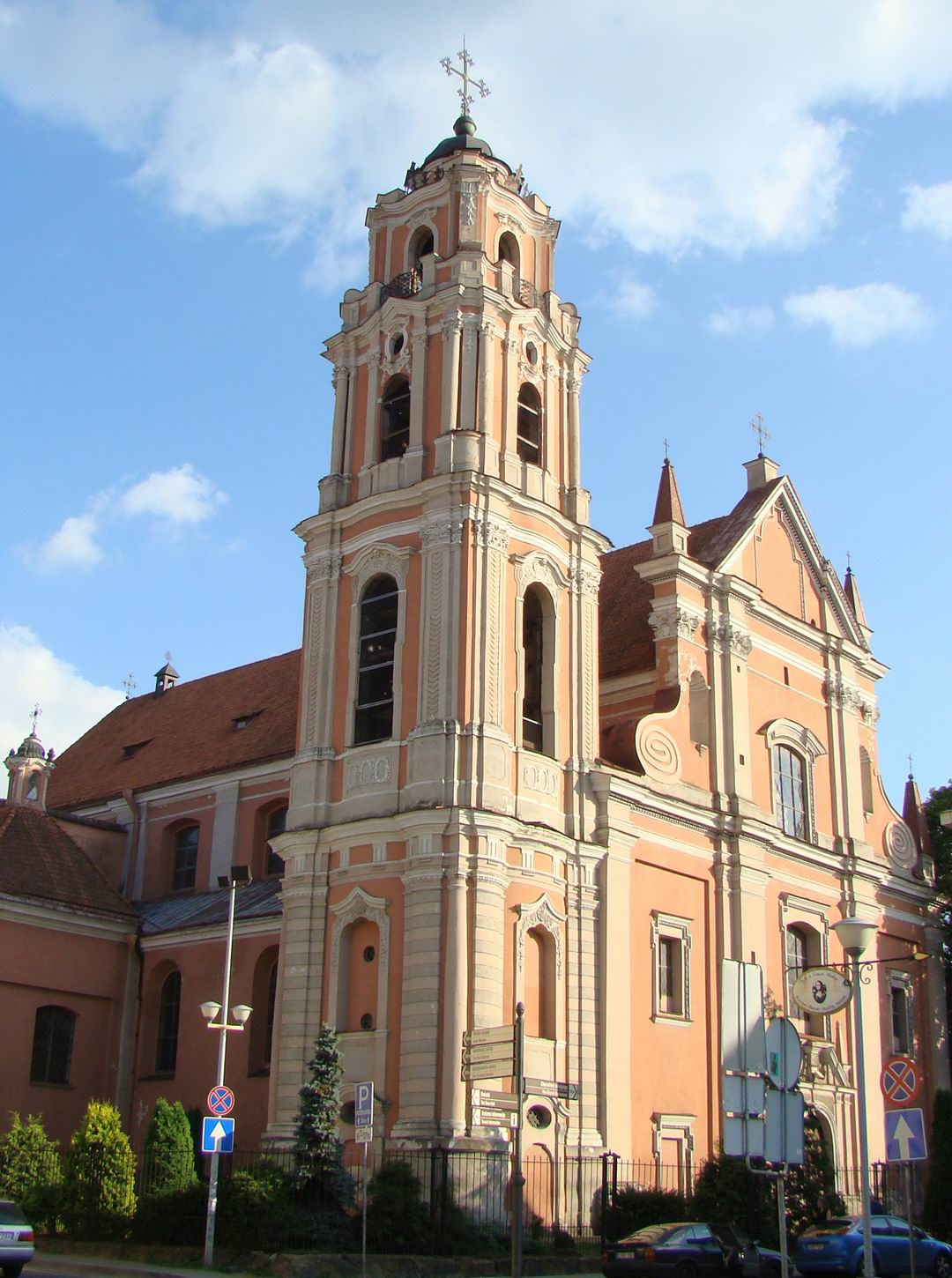
Fachada de la iglesia
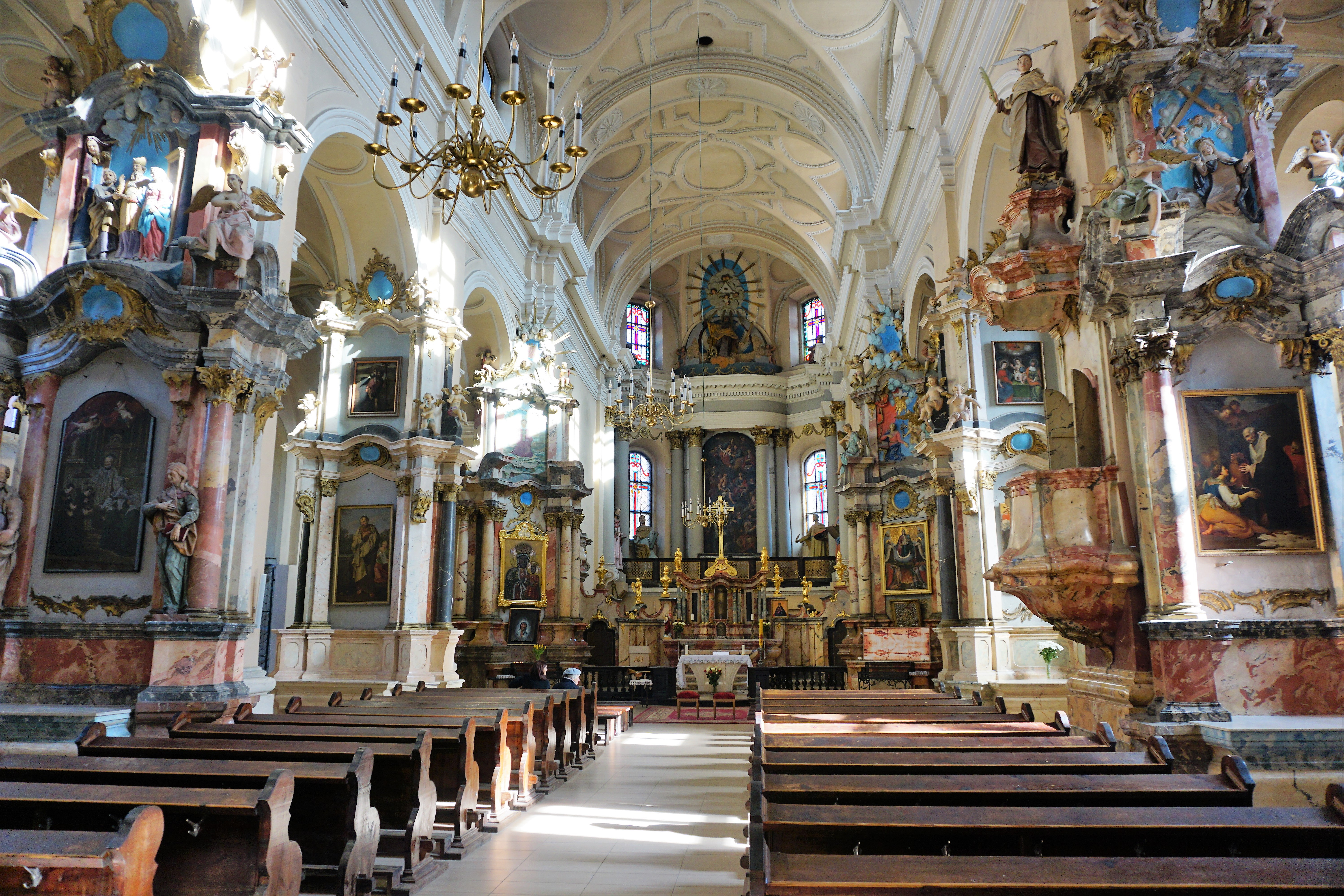
Interior de la iglesia